# کریگ چستر
کریگ چستر (انگلیسی: Craig Chester؛ زادهٔ ۸ نوامبر ۱۹۶۵) یک هنرپیشه، کارگردان و فیلم‌نامه‌نویس اهل ایالات متحده آمریکا است.

## گزیده فیلمشناسی
از فیلم‌ها یا برنامه‌های تلویزیونی که وی در آن نقش داشته‌است می‌توان به آثار زیر اشاره کرد.
- سکس و شهر (۲۰۰۱)
- عزیزانت را بکش (فیلم ۲۰۱۳) (۲۰۱۳)